# نصف‌النهار ۵۹ درجه شرقی
نصف‌النهار ۵۹ درجه شرقی ۵۹مین نصف‌النهار شرقی از گرینویچ است که از لحاظ زمانی ۳ساعت و ۵۶دقیقه با گرینویچ اختلاف زمانی دارد.
این نصف‌النهار از قطب شمال شروع و از مناطق زیر گذشته و به قطب جنوب ختم می‌شود.
- روسیه
- اقیانوس هند
- ایران